# Sanger (cràter)
Sanger és un cràter d'impacte en el planeta Venus de 83,6 km de diàmetre. Porta el nom de Margaret Sanger (1883-1966), investigadora mèdica estatunidenca, i el seu nom va ser aprovat per la Unió Astronòmica Internacional el 1994.